# Forcipomyia yapensis
Forcipomyia yapensis är en tvåvingeart som beskrevs av Tokunaga och Murachi 1959. Forcipomyia yapensis ingår i släktet Forcipomyia och familjen svidknott. Inga underarter finns listade i Catalogue of Life.